# Jo Colruyt
Pour les articles homonymes, voir Colruyt.
Jo Colruyt (né en 1928, mort en 1994) est le fils de Franz Colruyt, le fondateur du Groupe Colruyt.
Sous la direction de Jo Colruyt, l’entreprise lance les supermarchés Colruyt.